# Alexandru Pop (avocat)
Alexandru Pop (n. 1877, Băsești, comitatul Maramureș, Regatul Ungariei – d. 1929, Cehu Silvaniei, Regatul României) a fost un deputat în Marea Adunare Națională de la Alba Iulia, organismul legislativ reprezentativ al „tuturor românilor din Transilvania, Banat și Țara Ungurească”, cel care a adoptat hotărârea privind Unirea Transilvaniei cu România, la 1 decembrie 1918.

## Biografie
A fost doctor în drept. Ca avocat a îndeplinit mai multe funcții : director de bancă, membru în consiliul baroului avocaților și curatorul bisericii române unite din Băsești.